# Società Sportiva Campobasso 1986-1987
Questa voce raccoglie le informazioni riguardanti la Società Sportiva Campobasso  nelle competizioni ufficiali della stagione 1986-1987.

## Stagione
Nella stagione 1986-1987 arriva in panchina Tord Grip, ex vice allenatore della Nazionale svedese e portatore del "calcio a zona" che, non avendo il patentino per allenare in Italia, assume ufficialmente il ruolo di direttore tecnico e viene affiancato da Pietro Fontana. A fare da interprete c'è Kurt Hamrin ex Fiorentina, Milan e Juventus tra le altre.
La squadra cambia pochissimo, Argentesi torna a Torino, Di Risio finisce la carriera a Castel di Sangro e Maragliulo va al Monza, arriva dal Genoa Massimo Mauti e in prestito ad ottobre dall'Inter Giuseppe Accardi oltre a una serie di giovani che rientrano dai prestiti. 
In Coppa Italia disputa le partite al Vecchio Romagnoli per dei lavori al nuovo uscendo subito dal girone senza riuscire a vincere una partita.
In campionato va anche peggio, crea gioco ma non riesce ad ottenere quanto crea: perde una partita velenosissima contro la Lazio con il groppone dei -9 punti di penalizzazione, con l'arbitro che si inventa due rigori, il primo realizzato dalla Lazio, il secondo sparato in curva dal Campobasso. La prima vittoria la ottiene solo all'11ª giornata contro il Pescara, si fa recuperare nel finale nelle partite contro Taranto e Vicenza. Ottiene un'altra vittoria contro il Bari su rigore dubbio, concludendo con 12 punti nel girone d'andata. 
Esonerato Grip arriva Giampiero Vitali che si presenta con un 3-0 rifilato al Lecce. 
La squadra subisce una metamorfosi iniziando a risalire la china, perde due scontri diretti contro Sambenedettese e Lazio ma vince due partite importantissime contro Arezzo e Cagliari. 
Alla 29ª giornata rifila 4 gol al Catania, diretta concorrente per la salvezza, in una partita in cui si esalta Carlo Perrone ma perde per infortunio Claudio Vagheggi, fino a quel momento autore di 10 gol. Vince a Pescara contro la squadra che conquisterà la promozione in A grazie a un gol del solito Perrone, poi dopo due pareggi perde 4-2 in casa del Taranto.
Alla 34ª vince lo scontro diretto con il Vicenza, poi la giornata successiva arriva la Triestina: dopo il doppio vantaggio firmato Roberto Russo, subisce clamorosamente 3 gol per poi pareggiarla con il giovane Mollica. 
La giornata dopo perde con un Bari ancora in lotta per la promozione che gioca alla morte, vince la successiva in casa contro il Modena per 2-1.
All'ultima giornata, a Messina, non va oltre lo 0-0 con una squadra che non ha più nulla da chiedere al campionato, la Sambenedettese vince 4-3 in casa del Bari che aveva perso il treno della promozione, mentre Lazio e Taranto vincono rispettivamente contro Vicenza e Genoa agganciando il Campobasso a 33 punti e dovendo quindi disputare gli spareggi.
Gli spareggi a tre, disputati al San Paolo di Napoli, alla prima giornata i tarantini vincono contro la Lazio con un gol palesemente in fuorigioco, tra jonici e molisani finisce 1-1 con il Campobasso che recrimina per due affossamenti in area non sanzionati quando era in vantaggio grazie a un gran gol di Luca Evangelisti.
Contro la Lazio, quando ha due risultati su tre per essere salvo, si divora la palla gol con Boito; sul ribaltamento di fronte, al 53', segna Fabio Poli consegnando la salvezza alla Lazio e condannando alla retrocessione i Lupi.
Era il 5 luglio 1987 e i laziali rappresentano, per uno strano scherzo del destino, la prima e l'ultima squadra affrontata dal Campobasso in serie B.

## Divise e sponsor
| Casa | Trasferta |

## Rosa
| N. |                   | Ruolo | Calciatore           |
| -- | ----------------- | ----- | -------------------- |
|    | Italia (bandiera) | P     | Massimo Bianchi      |
|    | Italia (bandiera) | P     | Enrico Picca         |
|    | Italia (bandiera) | D     | Giuseppe Accardi     |
|    | Italia (bandiera) | D     | Donato Anzivino      |
|    | Italia (bandiera) | D     | Carmine Della Pietra |
|    | Italia (bandiera) | D     | Elio Migliaccio      |
|    | Italia (bandiera) | D     | Carmelo Parpiglia    |
|    | Italia (bandiera) | D     | Paolo Pochesci       |
|    | Italia (bandiera) | C     | Franco Baldini       |
|    | Italia (bandiera) | C     | Luca Evangelisti     |

| N. |                   | Ruolo | Calciatore                    |
| -- | ----------------- | ----- | ----------------------------- |
|    | Italia (bandiera) | C     | Mario Goretti                 |
|    | Italia (bandiera) | C     | Fabio Lupo                    |
|    | Italia (bandiera) | C     | Marco Maestripieri (capitano) |
|    | Italia (bandiera) | C     | Massimo Mauti                 |
|    | Italia (bandiera) | C     | Carlo Perrone                 |
|    | Italia (bandiera) | C     | Silvano Pivotto               |
|    | Italia (bandiera) | A     | Francesco Boito               |
|    | Italia (bandiera) | A     | Francesco Caruso              |
|    | Italia (bandiera) | A     | Paolo Mollica                 |
|    | Italia (bandiera) | A     | Roberto Russo                 |
|    | Italia (bandiera) | A     | Claudio Vagheggi              |

## Calciomercato

### Sessione estiva
| Acquisti         | Acquisti             | Acquisti | Acquisti      |
| R.               | Nome                 | da       | Modalità      |
| ---------------- | -------------------- | -------- | ------------- |
| P                | Enrico Picca         | Potenza  | fine prestito |
| D                | Paolo Pochesci       | Ascoli   | definitivo    |
| C                | Massimo Mauti        | Genoa    | definitivo    |
| A                | Francesco Caruso     | Cavese   | fine prestito |
| A                | Paolo Mollica        | Aesernia | fine prestito |
| Altre operazioni |                      |          |               |
| R.               | Nome                 | a        | Modalità      |
| D                | Alderisio Bartolomeo | Aesernia | fine prestito |
| C                | Michele Tomasino     | Cairese  | fine prestito |

| Cessioni         | Cessioni             | Cessioni         | Cessioni      |
| R.               | Nome                 | a                | Modalità      |
| ---------------- | -------------------- | ---------------- | ------------- |
| P                | Domenico Antenucci   | Guglionesi       | definitivo    |
| P                | Vincenzo Nunziata    | Sorrento         | prestito      |
| D                | Giuseppe Argentesi   | Torino           | fine prestito |
| C                | Ruggiero Cannito     | Fidelis Andria   | definitivo    |
| C                | Raffaele Di Risio    | Castel di Sangro | definitivo    |
| C                | Primo Maragliulo     | Monza            | definitivo    |
| A                | Alessandro Bonesso   | Reggina          | definitivo    |
| A                | Francesco Caruso     | Reggina          | prestito      |
| Altre operazioni |                      |                  |               |
| R.               | Nome                 | a                | Modalità      |
| D                | Alderisio Bartolomeo |                  | svincolato    |
| C                | Michele Tomasino     | Giarre           | prestito      |

### Sessione autunnale
| Acquisti | Acquisti         | Acquisti | Acquisti |
| R.       | Nome             | da       | Modalità |
| -------- | ---------------- | -------- | -------- |
| D        | Giuseppe Accardi | Inter    | prestito |

| Cessioni | Cessioni | Cessioni | Cessioni |
| R.       | Nome     | a        | Modalità |
| -------- | -------- | -------- | -------- |

## Risultati

### Serie B

#### Spareggi
| Arbitro: | Bergamo (Livorno) |

|                 |           |                |
| Evangelisti 55’ | Marcatori | Paolinelli 72’ |

| Arbitro: | Casarin (Milano) |

|          |           |  |
| Poli 53’ | Marcatori |  |

#### Coppa Italia

##### Fase a gironi
| Arbitro: | Pezzella (Frattamaggiore) |

|                                           |           |  |
| Conti 11’ Ancelotti 43’ Boniek 80’ (rig.) | Marcatori |  |

| Arbitro: | Pairetto (Torino) |

|  |           |               |
|  | Marcatori | Rossi 12’ 45’ |

| Campobasso 31 agosto 1986, ore 17:00 CEST 3ª giornata | Campobasso         | 0 – 0 referto | Piacenza | Stadio Vecchio Romagnoli\| Arbitro: \| Felicani (Bologna) \| |
| Arbitro:                                              | Felicani (Bologna) |               |          |                                                              |

| Perugia 3 settembre 1986, ore 20:45 CEST 4ª giornata | Perugia           | 0 – 0 referto | Campobasso | Stadio Renato Curi\| Arbitro: \| Scalise (Bologna) \| |
| Arbitro:                                             | Scalise (Bologna) |               |            |                                                       |

| Campobasso 7 settembre 1986, ore 17:00 CEST 5ª giornata | Campobasso       | 0 – 0 referto | Bari | Stadio Vecchio Romagnoli\| Arbitro: \| Baldas (Trieste) \| |
| Arbitro:                                                | Baldas (Trieste) |               |      |                                                            |

## Statistiche

### Statistiche di squadra
| Competizione | Punti | In casa | In casa | In casa | In casa | In casa | In casa | In trasferta | In trasferta | In trasferta | In trasferta | In trasferta | In trasferta | Totale | Totale | Totale | Totale | Totale | Totale | DR |
| Competizione | Punti | G       | V       | N       | P       | Gf      | Gs      | G            | V            | N            | P            | Gf           | Gs           | G      | V      | N      | P      | Gf     | Gs     | DR |
| ------------ | ----- | ------- | ------- | ------- | ------- | ------- | ------- | ------------ | ------------ | ------------ | ------------ | ------------ | ------------ | ------ | ------ | ------ | ------ | ------ | ------ | -- |
| Serie B      | 33    | 19      | 8       | 10      | 1       | 22      | 8       | 19           | 1            | 5            | 13           | 12           | 27           | 38     | 9      | 15     | 14     | 34     | 35     | -1 |
| Spareggi     | 1     | 1       | 0       | 1       | 0       | 1       | 1       | 1            | 0            | 0            | 1            | 0            | 1            | 2      | 0      | 1      | 1      | 1      | 2      | -1 |
| Coppa Italia | 3     | 3       | 0       | 2       | 1       | 0       | 2       | 2            | 0            | 1            | 1            | 0            | 3            | 5      | 0      | 3      | 2      | 0      | 5      | -5 |
| Totale       |       | 23      | 8       | 13      | 2       | 23      | 11      | 22           | 1            | 6            | 15           | 12           | 31           | 45     | 9      | 19     | 17     | 35     | 42     | -7 |

### Andamento in campionato
| Giornata  | 1  | 2  | 3  | 4  | 5  | 6  | 7  | 8  | 9  | 10 | 11 | 12 | 13 | 14 | 15 | 16 | 17 | 18 | 19 | 20 | 21 | 22 | 23 | 24 | 25 | 26 | 27 | 28 | 29 | 30 | 31 | 32 | 33 | 34 | 35 | 36 | 37 | 38 |
| --------- | -- | -- | -- | -- | -- | -- | -- | -- | -- | -- | -- | -- | -- | -- | -- | -- | -- | -- | -- | -- | -- | -- | -- | -- | -- | -- | -- | -- | -- | -- | -- | -- | -- | -- | -- | -- | -- | -- |
| Luogo     | T  | C  | T  | C  | T  | T  | C  | T  | C  | T  | C  | C  | T  | C  | T  | T  | C  | T  | C  | C  | T  | C  | T  | C  | C  | T  | C  | T  | C  | T  | T  | C  | T  | C  | C  | T  | C  | T  |
| Risultato | P  | N  | P  | N  | P  | P  | P  | P  | N  | N  | V  | N  | P  | N  | N  | P  | V  | P  | N  | V  | N  | N  | P  | V  | N  | P  | V  | P  | V  | V  | N  | N  | P  | V  | N  | P  | V  | N  |
| Posizione | 15 | 15 | 17 | 17 | 16 | 18 | 18 | 18 | 19 | 20 | 19 | 18 | 20 | 20 | 19 | 19 | 18 | 19 | 19 | 18 | 18 | 18 | 18 | 18 | 17 | 18 | 18 | 19 | 18 | 16 | 15 | 15 | 17 | 15 | 15 | 18 | 14 | 16 |

Fonte: Calcio serie A
Legenda:

Luogo: N = Campo neutro; C = Casa; T = Trasferta. Risultato: V = Vittoria; N = Pareggio; S = Sconfitta.
- = Turno di riposo.

### Statistiche dei giocatori
| Giocatore       | Serie B  | Serie B | Serie B     | Serie B    | Coppa Italia | Coppa Italia | Coppa Italia | Coppa Italia | Totale   | Totale | Totale      | Totale     |
| Giocatore       | Presenze | Reti    | Ammonizioni | Espulsioni | Presenze     | Reti         | Ammonizioni  | Espulsioni   | Presenze | Reti   | Ammonizioni | Espulsioni |
| --------------- | -------- | ------- | ----------- | ---------- | ------------ | ------------ | ------------ | ------------ | -------- | ------ | ----------- | ---------- |
| G. Accardi      | 28+1     | 0       | ?           | ?          | -            | -            | ?            | ?            | 29       | 0      | ?           | ?          |
| D. Anzivino     | 29+2     | 0       | ?           | ?          | 2            | 0            | ?            | ?            | 33       | 0      | ?           | ?          |
| F. Baldini      | 28+2     | 2       | ?           | ?          | 4            | 0            | ?            | ?            | 34       | 2      | ?           | ?          |
| M. Bianchi      | 38+2     | -34+-2  | ?           | ?          | 5            | -5           | ?            | ?            | 45       | -41    | ?           | ?          |
| F. Boito        | 13+2     | 0       | ?           | ?          | 0            | 0            | ?            | ?            | 15       | 0      | ?           | ?          |
| F. Caruso       | -        | -       | ?           | ?          | 1            | 0            | ?            | ?            | 1        | 0      | ?           | ?          |
| C. Della Pietra | 36+1     | 0       | ?           | ?          | 5            | 0            | ?            | ?            | 42       | 0      | ?           | ?          |
| L. Evangelisti  | 7+2      | 0+1     | ?           | ?          | 3            | 0            | ?            | ?            | 12       | 1      | ?           | ?          |
| M. Goretti      | 36+2     | 1       | ?           | ?          | 5            | 0            | ?            | ?            | 43       | 1      | ?           | ?          |
| F. Lupo         | 37+2     | 1       | ?           | ?          | 5            | 0            | ?            | ?            | 44       | 1      | ?           | ?          |
| M. Maestripieri | 28+2     | 1       | ?           | ?          | 4            | 0            | ?            | ?            | 34       | 1      | ?           | ?          |
| M. Mauti        | 19       | 0       | ?           | ?          | 0            | 0            | ?            | ?            | 19       | 0      | ?           | ?          |
| E. Migliaccio   | 13       | 0       | ?           | ?          | 5            | 0            | ?            | ?            | 18       | 0      | ?           | ?          |
| P. Mollica      | 12+1     | 3       | ?           | ?          | 2            | 0            | ?            | ?            | 15       | 3      | ?           | ?          |
| C. Parpiglia    | 36+2     | 4       | ?           | ?          | 5            | 0            | ?            | ?            | 43       | 4      | ?           | ?          |
| C. Perrone      | 36+2     | 6       | ?           | ?          | 0            | 0            | ?            | ?            | 38       | 6      | ?           | ?          |
| E. Picca        | 2        | -1      | ?           | ?          | 0            | 0            | ?            | ?            | 2        | -1     | ?           | ?          |
| S. Pivotto      | 26       | 0       | ?           | ?          | 5            | 0            | ?            | ?            | 31       | 0      | ?           | ?          |
| P. Pochesci     | 4        | 0       | ?           | ?          | 0            | 0            | ?            | ?            | 4        | 0      | ?           | ?          |
| R. Russo        | 24       | 6       | ?           | ?          | 5            | 0            | ?            | ?            | 29       | 6      | ?           | ?          |
| C. Vagheggi     | 25+1     | 10      | ?           | ?          | 5            | 0            | ?            | ?            | 31       | 10     | ?           | ?          |